# Pamijen (Bumiayu)
Pamijen is een bestuurslaag in het regentschap Brebes van de provincie Midden-Java, Indonesië. Pamijen telt 1512 inwoners (volkstelling 2010).